# Südafrikanische Frauen-Cricket-Nationalmannschaft in Indien in der Saison 2020/21
Die Tour der südafrikanischen Frauen-Cricket-Nationalmannschaft nach Indien in der Saison 2020/21 fand vom 7. bis zum 24. März 2021 statt. Die internationale Cricket-Tour war Bestandteil der Internationalen Cricket-Saison 2020/21 und umfasste fünf WODIs und drei WTwenty20s. Südafrika gewann die WODI-Serie 4–1 und die WTwenty20-Serie 2–1.

## Vorgeschichte
Südafrika spielte zuvor eine Tour gegen Pakistan, für Indien war es die erste Tour der Saison. Das letzte Aufeinandertreffen der beiden Mannschaften bei einer Tour fand in der Saison 2019/20 in Indien statt.

## Stadion
Die folgende Stadion wurden für die Austragung der Tour ausgewählt.
| Stadion                                                      | Stadt   | Kapazität | Spiele                     |
| ------------------------------------------------------------ | ------- | --------- | -------------------------- |
| Bharat Ratna Shri Atal Bihari Vajpayee Ekana Cricket Stadium | Lucknow | 50.000    | 1. – 5. WODI; 1. – 3. WT20 |

## Kaderlisten
Indien benannte seine Kader am 27. Februar 2021. Südafrika benannte seine Kader am 28. Februar 2021.
| WODI | WODI | WTwenty20 | WTwenty20 |
| Indien | Südafrika | Indien | Südafrika |
| --- | --- | --- | --- |
| - Mithali Raj (K) - Harmanpreet Kaur (VK) - Yastika Bhatia - Rajeshwari Gayakwad - Jhulan Goswami - Dayalan Hemalatha - Mansi Joshi - Smriti Mandhana - Monica Patel - Challuru Prathyusha - Priya Punia - Punam Raut - Jemimah Rodrigues - Deepti Sharma - Sushma Verma (wk) - Sweta Verma (wk) - Poonam Yadav - Radha Yadav | - Suné Luus (K) - Anneke Bosch - Tazmin Brits - Trisha Chetty - Lara Goodall - Shabnim Ismail - Sinalo Jafta (wk) - Marizanne Kapp - Ayabonga Khaka - Nadine de Klerk - Lizelle Lee - Nonkululeko Mlaba - Mignon du Preez - Tumi Sekhukhune - Nondumiso Shangase - Faye Tunnicliffe - Laura Wolvaardt | - Smriti Mandhana (K) - Simran Bahadur - Harleen Deol - Rajeshwari Gayakwad - Richa Ghosh - Mansi Joshi - Harmanpreet Kaur - Nuzhat Parween (wk) - Monica Patel - Challuru Prathyusha - Arundhati Reddy - Jemimah Rodrigues - Deepti Sharma - Ayushi Soni - Shafali Verma - Sushma Verma (wk) - Poonam Yadav - Radha Yadav | - Suné Luus (K) - Anneke Bosch - Tazmin Brits - Trisha Chetty - Lara Goodall - Shabnim Ismail - Sinalo Jafta - Marizanne Kapp - Ayabonga Khaka - Nadine de Klerk - Lizelle Lee - Nonkululeko Mlaba - Mignon du Preez - Tumi Sekhukhune - Nondumiso Shangase - Faye Tunnicliffe - Laura Wolvaardt |

## Women’s One-Day Internationals

### Erstes WODI in Lucknow
| 7. März Scorecard | Lucknow | Indien 177-9 (50)               | – | Südafrika 178-2 (40.1) |
|                   |         | Südafrika gewinnt mit 8 Wickets |   |                        |

Südafrika gewann den Münzwurf und entschied sich als Feldmannschaft zu beginnen. Als Spielerin des Spiels wurde Shabnim Ismail ausgezeichnet.

### Zweites WODI in Lucknow
| 9. März Scorecard | Lucknow | Südafrika 157 (41)           | – | Indien 160-1 (28.4) |
|                   |         | Indien gewinnt mit 9 Wickets |   |                     |

Indien gewann den Münzwurf und entschied sich als Feldmannschaft zu beginnen. Als Spielerin des Spiels wurde Jhulan Goswami ausgezeichnet.

### Drittes WODI in Lucknow
| 12. März Scorecard | Lucknow | Indien 248-5 (50)                         | – | Südafrika 223-4 (46.3) |
|                    |         | Südafrika gewinnt mit 6 Runs (D/L method) |   |                        |

Südafrika gewann den Münzwurf und entschied sich als Feldmannschaft zu beginnen. Als Spielerin des Spiels wurde Lizelle Lee ausgezeichnet.

### Viertes WODI in Lucknow
| 14. März Scorecard | Lucknow | Indien 266-4 (50)               | – | Südafrika 269-3 (48.4) |
|                    |         | Südafrika gewinnt mit 7 Wickets |   |                        |

Südafrika gewann den Münzwurf und entschied sich als Feldmannschaft zu beginnen. Als Spielerin des Spiels wurde Mignon du Preez ausgezeichnet.

### Fünftes WODI in Lucknow
| 17. März Scorecard | Lucknow | Indien 188 (49.3)               | – | Südafrika 189-5 (48.2) |
|                    |         | Südafrika gewinnt mit 5 Wickets |   |                        |

Südafrika gewann den Münzwurf und entschied sich als Feldmannschaft zu beginnen. Als Spielerin des Spiels wurde Anneke Bosch ausgezeichnet.

## Women’s Twenty20 Internationals

### Erstes WTwenty20 in Lucknow
| 20. März Scorecard | Lucknow | Indien 130-6 (20)               | – | Südafrika 133-2 (19.1) |
|                    |         | Südafrika gewinnt mit 8 Wickets |   |                        |

Südafrika gewann den Münzwurf und entschied sich als Feldmannschaft zu beginnen. Als Spielerin des Spiels wurde Anneke Bosch ausgezeichnet.

### Zweites WTwenty20 in Lucknow
| 21. März Scorecard | Lucknow | Indien 158-4 (20)               | – | Südafrika 159-4 (20) |
|                    |         | Südafrika gewinnt mit 6 Wickets |   |                      |

Südafrika gewann den Münzwurf und entschied sich als Feldmannschaft zu beginnen. Als Spielerin des Spiels wurde Laura Wolvaardt ausgezeichnet.

### Drittes WTwenty20 in Lucknow
| 24. März Scorecard | Lucknow | Südafrika 112-7 (20)         | – | Indien 114-1 (11) |
|                    |         | Indien gewinnt mit 9 Wickets |   |                   |

Indien gewann den Münzwurf und entschied sich als Feldmannschaft zu beginnen. Als Spielerin des Spiels wurde Rajeshwari Gayakwad ausgezeichnet.

## Statistiken
Die folgenden Cricketstatistiken wurden bei dieser Tour erzielt.

### WODIs
| WODIs               | WODIs      | WODIs   | WODIs   | WODIs   | WODIs   | WODIs   | WODIs   | WODIs   |
| Batting             | Batting    | Batting | Batting | Batting | Batting | Batting | Batting | Batting |
| Spieler             | Mannschaft | Spiele  | Innings | Runs    | Average | HS      | 100s    | 50s     |
| ------------------- | ---------- | ------- | ------- | ------- | ------- | ------- | ------- | ------- |
| Lizelle Lee         | Südafrika  | 4       | 4       | 288     | 144,00  | 132*    | 1       | 2       |
| Punam Raut          | Indien     | 5       | 5       | 263     | 87,66   | 104*    | 1       | 2       |
| Mithali Raj         | Indien     | 5       | 4       | 210     | 70,00   | 79*     | 0       | 2       |
| Mignon du Preez     | Südafrika  | 5       | 4       | 166     | 41,50   | 61      | 0       | 2       |
| Harmanpreet Kaur    | Indien     | 5       | 4       | 160     | 53,33   | 54      | 0       | 1       |
| Bowling             |            |         |         |         |         |         |         |         |
| Spieler             | Mannschaft | Spiele  | Overs   | Wickets | Average | BBI     | 5W      | 10W     |
| Jhulan Goswami      | Indien     | 4       | 39.0    | 8       | 17,12   | 4/42    |         | 0       |
| Rajeshwari Gayakwad | Indien     | 5       | 45.3    | 8       | 20,25   | 3/13    | 0       | 0       |
| Shabnim Ismail      | Südafrika  | 5       | 42.0    | 7       | 28,57   | 3/28    | 0       | 0       |
| Tumi Sekhukhune     | Südafrika  | 3       | 26.3    | 5       | 28,40   | 2/26    | 0       | 0       |
| Nadine de Klerk     | Südafrika  | 3       | 18.4    | 3       | 29,00   | 3/35    | 0       | 0       |
| Shangase            | Südafrika  | 3       | 23.0    | 3       | 36,00   | 2/43    | 0       | 0       |
| Mansi Joshi         | Indien     | 3       | 19.0    | 3       | 36,33   | 2/23    | 0       | 0       |
| Marizanne Kapp      | Südafrika  | 5       | 45.0    | 3       | 54,33   | 1/25    | 0       | 0       |

### WTwenty20s
| WTwenty20s          | WTwenty20s | WTwenty20s | WTwenty20s | WTwenty20s | WTwenty20s | WTwenty20s | WTwenty20s | WTwenty20s |
| Batting             | Batting    | Batting    | Batting    | Batting    | Batting    | Batting    | Batting    | Batting    |
| Spieler             | Mannschaft | Spiele     | Innings    | Runs       | Average    | HS         | 100s       | 50s        |
| ------------------- | ---------- | ---------- | ---------- | ---------- | ---------- | ---------- | ---------- | ---------- |
| Shafali Verma       | Indien     | 3          | 3          | 130        | 43,33      | 60         | 0          | 1          |
| Suné Luus           | Südafrika  | 3          | 3          | 91         | 30,33      | 43         | 0          | 0          |
| Lizelle Lee         | Südafrika  | 3          | 3          | 90         | 30,00      | 70         | 0          | 1          |
| Harleen Deol        | Indien     | 3          | 3          | 87         | 43,50      | 52         | 0          | 1          |
| Anneke Bosch        | Südafrika  | 3          | 3          | 68         | 34,00      | 66*        | 0          | 1          |
| Bowling             |            |            |            |            |            |            |            |            |
| Spieler             | Mannschaft | Spiele     | Overs      | Wickets    | Average    | BBI        | 5W         | 10W        |
| Rajeshwari Gayakwad | Indien     | 3          | 12.0       | 4          | 14,25      | 3/9        | 0          | 0          |
| Shabnim Ismail      | Südafrika  | 3          | 10.0       | 4          | 20,50      | 3/14       | 0          | 0          |
| Anneke Bosch        | Südafrika  | 3          | 6.0        | 3          | 14,66      | 2/11       | 0          | 0          |
| Radha Yadav         | Indien     | 2          | 8.0        | 2          | 24,50      | 1/24       | 0          | 0          |
| Nonkululeko Mlaba   | Südafrika  | 2          | 8.0        | 2          | 27,50      | 1/27       | 0          | 0          |
| Harleen Deol        | Indien     | 3          | 7.0        | 2          | 31,50      | 1/21       | 0          | 0          |
| Arundhati Reddy     | Indien     | 3          | 11.1       | 2          | 36,50      | 1/18       | 0          | 0          |

## Auszeichnungen

### Player of the Series
Als Player of the Series wurden der folgende Spieler ausgezeichnet.
| Serie | Player of the Series |
| ----- | -------------------- |
| WODI  | Lizelle Lee          |
| WT20  | Shafali Verma        |

### Player of the Match
Als Player of the Match wurden die folgenden Spielerinnen ausgezeichnet.
| Spiel   | Player of the Match |
| ------- | ------------------- |
| 1. WODI | Shabnim Ismail      |
| 2. WODI | Jhulan Goswami      |
| 3. WODI | Lizelle Lee         |
| 4. WODI | Mignon du Preez     |
| 5. WODI | Anneke Bosch        |
| 1. WT20 | Anneke Bosch        |
| 2. WT20 | Laura Wolvaardt     |
| 3. WT20 | Rajeshwari Gayakwad |